# Luxiaria rescripta
Luxiaria rescripta là một loài bướm đêm trong họ Geometridae.